# Gymnosporangium minus
Gymnosporangium minus är en svampart som beskrevs av Crowell 1940. Gymnosporangium minus ingår i släktet Gymnosporangium och familjen Pucciniaceae.   Inga underarter finns listade i Catalogue of Life.